# Mombasius
Mombasius is een kevergeslacht uit de familie van de boktorren (Cerambycidae). De wetenschappelijke naam van het geslacht werd voor het eerst geldig gepubliceerd in 1879 door Bates.

## Soorten
Mombasius omvat de volgende soorten:
- Mombasius aeneipes Aurivillius, 1913
- Mombasius frontalis Bates, 1879
- Mombasius gracilentus Kolbe, 1894